# Amorgos
Amorgos (grčki Αμοργός), je naistočniji grčki otok iz otočne skupine Cikladi u Egejskom moru. Otok je najbliži drugoj otočnoj skupini Dodekanez. Općina Amorgos u kojoj je još nekoliko otoka, od kojih je najveći otok Nikoria, ima površinu od 126,346 km ², i 1.859 stanovnika (popis iz 2001.).

## Zemljopisne osobine
Amorgos je udaljen oko 30 km jugoistočno od Naksosa. Otok je dug oko 33 km, a širok 6,5 km, na najužem dijelu svega 1,9 km. Otok ima površinu od 121,464 km², brdovit je a najviši vrh Krikelos ( ili Kroukelos) nalazi na sjeveroistoku i ima 822 m. S jugoistoka planinski lanac se strmo spušta do mora.

## Povijest
Zbog položaja Amorgosa blizu obala drevnih jonskih gradova, poput Mileta, Halikarnasa i Efeza, on je bio odskočna točka preko koje su Jonjani prošli preko Ciklada do grčkog kopna. Nekoć su na Amorgosu postojala tri nezavisna grada; Minoa, Arkesine i Aigiale, od kojih danas postoje samo tragovi, oni su svjedoci veličine i snage drevne civilizacije koja je postojala na otoku.
Amorgos je naseljen od prapovijesti, o čemu svjedoče brojni nalazi iz kasne kikladske kulture. Nakon toga otok je prešao razdoblja minojske kulture, potom je pao pod Atenu i Rim.
Amorgos je u svojoj povijesti bio znan i kao Iperia, Patagi, ili Platagi, Pagali, Psihia i Karkisia. Dio otoka gdje je stajao antički hram božice Afrodite zvan je Aspis. Zbog imena jednog od antičkih gradova Minoa postoji sumnja da su Amorgos kolonizirali Krećani. Oko 630. pr. Kr., pjesnik Semonides vodio je koloniste sa Samosa koji su osnovali naselje na Amorgosu. Poslije je otok mijenjao ime u Amolgon, Amourgon, Amorgian i Amourgian. Nakon 5. stoljeća otok se zove Amoulgos, to znamo po tome jer je otočki biskup Teodor bio sudionik i potpisnik sinoda u Konstatinopolisu (on se potpisao kao Teodor biskup Pariona, Sifniona i Amoulgiona). 
Mletačka Republika vladala je otokom od 13. stoljeća puna tri stoljeća, nakon tog otokom vlada Osmansko carstvo, sve do 1832. kad otok postaje dijelom Kraljevine Grčke.
Vrlo snažan potres od 7,5 stupnja na Richterovoj ljestvici, pogodio je otok 9. srpnja 1953. poginule su 53 osobe.

## Znamenitosti
Zbog svoje neobične pozicije, na strmoj litici, osobito je pitoreskan manastir Panagia Kozoviotisa iz 11. stoljeća, koji se nalazi sjeveroistočno od glavnog otočkog naselja Kora (Amorgos).

## Naselja
Najveća naselja na Amorgosu su;
- Aigiali (stanovnika 229)
- Kora (Amorgos) (427)
- Arkesini (129)
- Katapola (128)
- Ormos Egialis (125)
- Potamos (116)
- Rakidi (148)
- Tolaria (147)
- Ksilokeratidion (107)

## Pogledajte i ovo
- Cikladi

## Vanjske poveznice
- Službene stranice Amorgosa  Arhivirana inačica izvorne stranice od 1. studenoga 2008. (Wayback Machine) (grč.), (engl.)